# Nabas (Pyrénées-Atlantiques)
Nabas ist eine französische Gemeinde mit 84 Einwohnern (Stand 1. Januar 2022) im Département Pyrénées-Atlantiques in der Region Nouvelle-Aquitaine (vor 2016: Aquitanien). Die Gemeinde gehört zum Arrondissement Oloron-Sainte-Marie und zum Kanton Le Cœur de Béarn (bis 2015: Kanton Navarrenx).
Der Name in der gascognischen Sprache lautet Navars. Die Bewohner werden Nabasars genannt.

## Geographie
Nabas liegt ca. 30 km nordwestlich von Oloron-Sainte-Marie in der historischen Provinz Béarn an der Grenze zur historischen Provinz Soule.
Umgeben wird der Ort von den Nachbargemeinden:
|                        | Espiute Gestas                              |           |
| Aroue-Ithorots-Olhaïby | Kompassrose, die auf Nachbargemeinden zeigt | Rivehaute |
|                        | Lichos                                      | Charre    |

Nabas liegt im Einzugsgebiet des Flusses Adour am linken Ufer des Saison, einem Nebenfluss des Gave d’Oloron. Der Hourquet, ein Zufluss des Lafaure, entspringt auf dem Gebiet der Gemeinde.

## Geschichte
Ein befestigtes Lager aus der Frühgeschichte im heutigen Ortsteil Curquou auf einem Hügel über dem Tal des Saison belegt eine frühe Besiedelung des Gebiets. Die Geschichte der Gemeinde ist eng verknüpft mit dem Bau einer Fähre über den Saison im Mittelalter, um Pilgern auf dem Jakobsweg nach Santiago de Compostela die Überquerung des Flusses zu ermöglichen. In Nabas gab es ein Laienkloster, Vasall des Vicomtes von Béarn. Im Laufe des 16. Jahrhunderts trieb die Ausübung der Hexenkunst das Dorf um. 1536 wurden fünf Frauen auf Anweisung des Grundherrn von Méritein erhängt, die als Hexen erkannt worden waren. In jener Zeit waren die Lehen von Nabas und Méritein verbunden. Im März 1646 wurde Nabas zum Baronat erhoben. Es war dem Vicomte von Béarn unterstellt und umfasste neben Nabas das Dorf Bisqueis, das heute zu Charre gehört. Diese Zuerkennung war in der Ständeversammlung des Béarn umstritten, die auch in der Folge eine Annullierung vornahmen. Im 19. Jahrhundert wurde Nabas ein Zentrum der Behandlung von Krankheiten mit Thermalwasser.
Toponyme und Erwähnungen von Nabas waren:
- Navars (11. Jahrhundert, laut Pierre de Marcas Buch Histoire de Béarn, S. 400),
- Navas (1376, Volkszählung im Béarn von 1388, Blatt 33),
- la nau de Nabas (Fähre über den Saison, 1542, Manuskriptsammlung des 16. bis 18. Jahrhunderts),
- Nabaas und Saint-Laurent de Nabas (1610 bzw. 1656, Veröffentlichungen des Bistums Oloron) und
- Nabas (1750, 1793 und 1801, Karte von Cassini, Notice Communale bzw. Bulletin des Lois).[5][6][7]

### Einwohnerentwicklung

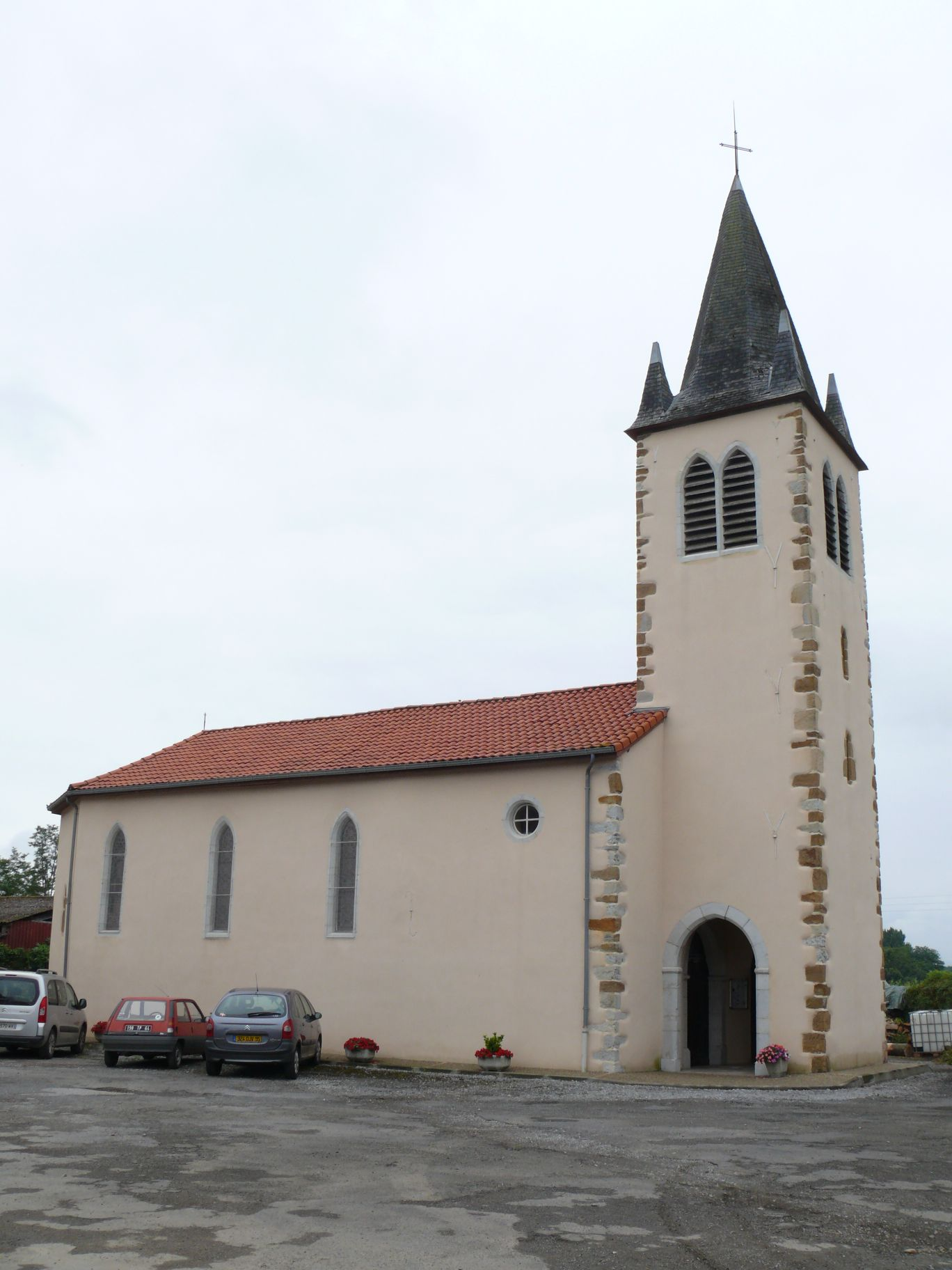
Pfarrkirche Saint-Laurent

Nach einem Höchststand der Einwohnerzahl von rund 330 in der ersten Hälfte des 19. Jahrhunderts reduzierte sich die Zahl bei kurzen Erholungsphasen bis zu den 1990er Jahren auf ein Niveau von rund 110 Einwohnern, welches bis heute gehalten wird.
| Jahr      | 1962 | 1968 | 1975 | 1982 | 1990 | 1999 | 2006 | 2009 | 2022 |
| --------- | ---- | ---- | ---- | ---- | ---- | ---- | ---- | ---- | ---- |
| Einwohner | 184  | 165  | 140  | 124  | 115  | 113  | 111  | 118  | 84   |

## Sehenswürdigkeiten
- Pfarrkirche, gewidmet Laurentius von Rom. Wie bei zahlreichen Kirchen der Region, so ist auch die Pfarrkirche von Nabas im 17. Jahrhundert neu gebaut worden, nachdem sie in den Hugenottenkriegen von protestantischen Truppen zerstört worden war. Der Zugang zum einschiffigen Langhaus erfolgt über den Eingangsvorbau unterhalb des Glockenturms. Die zweiflügelige Eingangstür aus Holz fügt sich in einen Spitzbogen mit einer Steinumrahmung ein. Jedes Türblatt besitzt zwei Tafeln mit einer Raute, die in der Mitte eine Rosette umschließt. Das Tympanon oberhalb der Tür ist mit Friesen und anderen dekorativen Mustern aufwändig verziert. Der Glockenturm wurde gegen 1895 restauriert, nachdem er von einem Blitzeinschlag beschädigt worden war. Sein schiefergedeckter Helm ist an den Ecken mit vier Dachreitern verziert. Zur gleichen Zeit wurde eine Seitenkapelle an das Langhaus angefügt. Glasfenster mit Darstellungen von Persönlichkeiten und Ornamenten sind signiert vom Glasmaler Louis Gesta aus Toulouse und stammen aus den Jahren 1900 und 1903. Der Altaraufsatz aus dem 18. Jahrhundert ist aus bemaltem und vergoldetem Holz, ein Ölgemälde zeigt in seiner Mitte den gekreuzigten Christus.[9][10][11]

## Wirtschaft und Infrastruktur

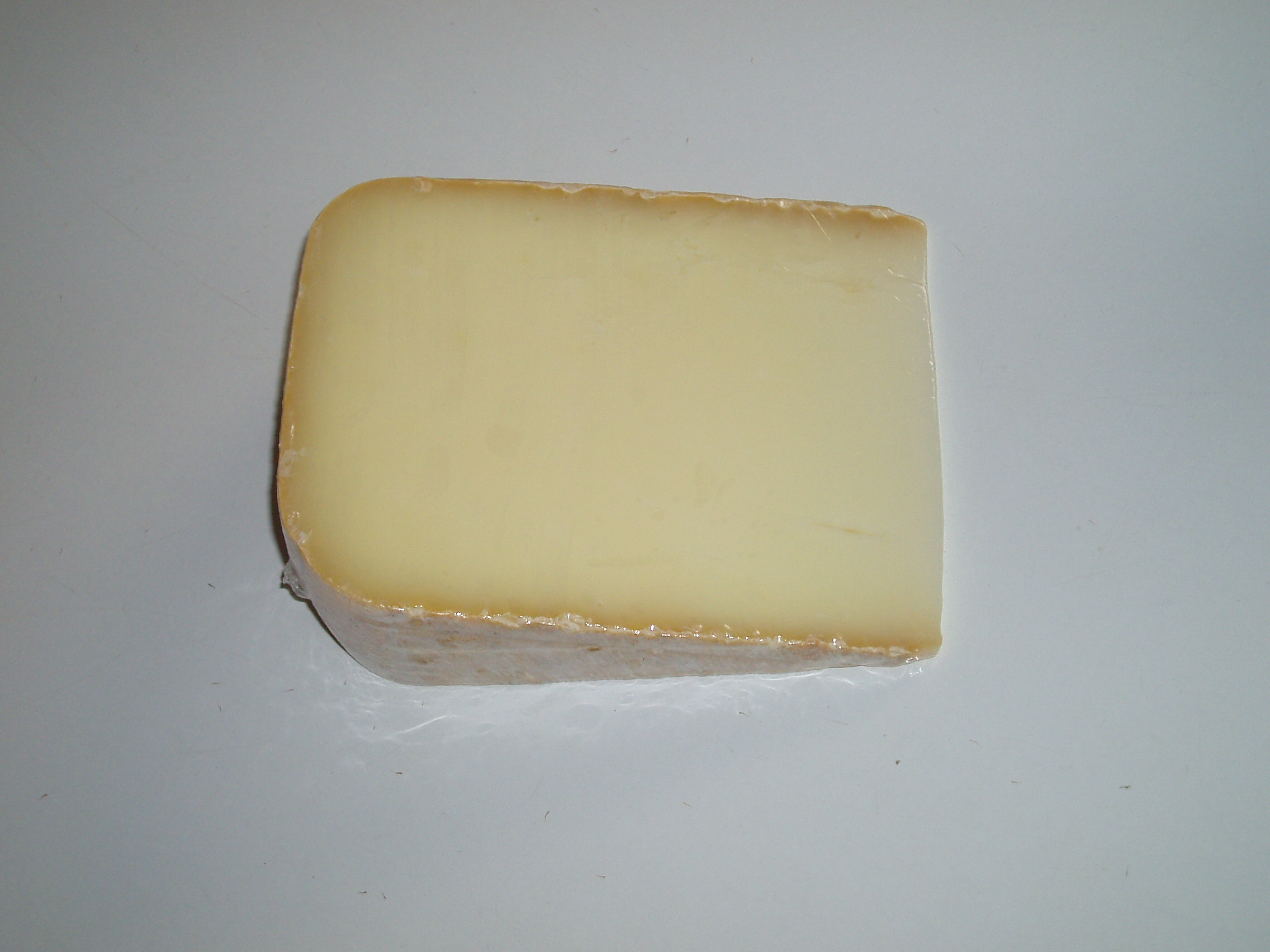
Ossau-Iraty

Die Landwirtschaft ist der wichtigste Wirtschaftsfaktor der Gemeinde. Im Viertel von Camoureste wird der Wald auf einer Fläche von 170 Hektar bewirtschaftet, im Viertel Herms wird hauptsächlich Weidewirtschaft betrieben. Nabas liegt in den Zonen AOC des Ossau-Iraty, eines traditionell hergestellten Schnittkäses aus Schafmilch, sowie der Schweinerasse und des Schinkens „Kintoa“.

### Verkehr
Nabas wird durchquert von den Routes départementales 115 und 2023.